# La Bataille de Solférino
La Bataille de Solférino és una pel·lícula francesa dirigida per Justine Triet, estrenada el 2013. Va ser presentada al Festival de Canes 2013 en la programació de l'Associació del cinema independent per a la seva diffusion (ACID).

## Argument
El 6 de maig de 2012, el dia de la segona volta de les Eleccions presidencials franceses de 2012, Lætitia, periodista de la cadena d'informació continua I-Télé, cobreix l'esdeveniment al Carrer de Solférino (Paris), davant la seu del Partit socialista. Però aquell dia, Vincent, el seu ex i pare de les seves dues filles, es presenta per retre'ls visita. A part que no estava verdaderament previst, que Vincent és de vegades violent, i sobretot verdaderament perdut, i que Lætitia ha de marxar a la feina.

## Repartiment
- Vincent Macaigne: Vincent
- Lætitia Dosch: Lætitia
- Arthur Harari: Arthur, l'amic « advocat » de Vincent
- Virgil Vernier: Virgil, l'amic de Lætitia
- Marc-Antoine Vaugeois: Marc, el « baby-sitter »
- Aurélien Bellanger: un militant de la UMP (cameo)

## Producció
Una part de la pel·lícula ha estat realment filmat el dia de la victòria de François Hollande en la segona volta de les eleccions presidencials franceses de 2012.

## Premis i nominacions

### Premis
- 2013: Premi de la crítica al Festival de cinema de França de Tübingen[3]
- 2013: Premi al millor actor per a Vincent Macaigne al Festival internacional de cinema de Mar del Plata[4]
- 2013: Premi del públic al París Cinema 2013
- 2014: Millor Revelació masculina a les Étoiles d'or du cinema français per a Vincent Macaigne[5]

### Nominacions
- 2013: Festival de Canes: selecció « Association pour le cinéma indépendant et sa diffusion (ACID) »
- 2014: César a la millor primera pel·lícula